# Ключ 81
Ключ 81 (трад. и упр. 比) — ключ Канси со значением «сравнить»; один из 34, состоящих из четырёх штрихов.
В словаре Канси всего 21 символ (из 49 030), которые можно найти c этим радикалом.

## История
Иероглиф произошел от древней идеограммы «сидящий человек». Для образования идеограммы «сравнить» древние китайцы сопоставили эти два знака рядом.
Современный иероглиф употребляется в значениях: «сравнивать, сопоставлять, соревноваться», «копировать, брать пример, подбирать людей» и др.
В качестве ключевого знака иероглиф используется редко.

Вид в Цзиньвэнь
Вид в Цзянбо
Вид в большой печати Чжуаньшу
Вид в малой печати Чжуаньшу

В словарях находится под номером 81.

## Примеры иероглифов
| Доп. штрихи | Иероглифы   |
| ----------- | ----------- |
| 0           | 比          |
| 2           | 毕          |
| 5           | 㲋 毖 毗 毘 |
| 6           | 毙          |
| 13          | 毚          |
| 23          | 𣬚          |

- Примечание: Ваш браузер может отображать иероглифы неправильно.